# 3765 Texereau
3765 Texereau è un asteroide della fascia principale. Scoperto nel 1982, presenta un'orbita caratterizzata da un semiasse maggiore pari a 2,8433596 UA e da un'eccentricità di 0,0419704, inclinata di 1,01779° rispetto all'eclittica.
L'asteroide è dedicato a Jean Texerau per avere costruito le parti ottiche del telescopio con il quale l'asteroide fu scoperto.